# Gitarren klingen leise durch die Nacht (Film)
Gitarren klingen leise durch die Nacht (Untertitel: Mein Herz bleibt in der Heimat) ist ein österreichischer Schlagerfilm von Hans Deppe aus dem Jahr 1960. Neben Fred Bertelmann sind Margit Nünke, Vivi Bach und Peter Weck in den Hauptrollen besetzt.

## Handlung
Als bekannt wird, dass der populäre Wiener Sänger Fred Wiskott seine Freundin Ninon Lorraine, die ihm zuliebe vor zwei Jahren ihre Karriere als Tänzerin aufgegeben hat, heiraten will, bricht für die Damen eine Welt zusammen. Die Tänzerin Elinor, mit der Fred ein Verhältnis hatte, versucht sich gar mit Tabletten in Freds Garderobe das Leben zu nehmen. Fred reagiert wenig einfühlsam und meint, er könne er doch nichts dafür, wenn die Frauen seine Avancen missverstehen würden. Ninon ist vom Verhalten ihres zukünftigen Ehemannes enttäuscht und schockiert und löst die Verbindung. In den Urlaub nach Sizilien soll er nun ebenfalls alleine fahren. Toni Weinheber, der Freds Bühnenprogramme inszeniert, hofft, dass Ninon nun endlich seine Liebe erwidern wird.
Fred reist allein nach Sizilien und kommt bei seinem Freund, dem Maler Paulchen Sperling, unter. Dieser lebt als Junggeselle in einer kleinen Villa; sein Junggesellenhaushalt wird von der schönen Sizilianerin Marina in Schuss gehalten. Marina, die mit ihrem kleinen Bruder Roberto auf der Insel lebt, möchte ihre Heimat lieber heute als morgen verlassen und die Welt erkunden. Als Fred in seinem Cabrio erscheint, ist sie begeistert. Sie liest die zahlreichen Journale, die ihm zugeschickt werden, und obwohl er ihr anfangs abweisend gegenübersteht, beginnt er doch einen Urlaubsflirt mit ihr. Auf dem Fischerfest des Dorfes singen sie sogar gemeinsam ein Lied und tanzen eng umschlungen. Gerade da taucht Ninon auf, nach der Paulchen hat schicken lassen. Er befürchtet, dass Fred Marina Hoffnungen macht, die er nicht erfüllen kann und glaubt, Ninon könne ihn wieder zur Besinnung bringen. Die junge Frau jedoch reist ab, als sie Fred und Marina so vertraut miteinander sieht. Doch nicht nur Ninon ist schlecht auf das Paar zu sprechen: Auch Jacopo, der Marina liebt, sähe Fred gerne zurück in Wien.
Fred beendet seinen Urlaub, als er hört, dass Ninon auf Sizilien war. Er bittet Marina, ihn zu vergessen. In Wien probt er kurze Zeit später an einem neuen Bühnenprogramm, das ihn erstmals wieder mit Ninon zusammenbringen wird. Diese hat sich nach der Trennung von Fred erneut dem Tanzen zugewandt und wird im neuen Stück nach zwei Jahren zum ersten Mal wieder auf der Bühne stehen. Als sich Ninon und Fred langsam annähern, steht mit einem Mal Marina in der Tür. Sie ist Fred nachgereist und hofft, die Beziehung, die beide auf Sizilien hatten, in Wien weiter fortführen zu können. Fred und Ninon jedoch befürchten, dass es mit Marina so enden wird wie mit Elinor. Fred weist sie daher nicht sofort ab. Während er und Ninon ständig für das neue Programm proben, erkennt Marina, dass sie nach Sizilien gehört. Bei der Premiere des Programms sitzt sie zunächst noch im Publikum, reist jedoch noch während der Vorstellung ab. Ninon und Fred haben wieder zusammengefunden. Auch Marina wird zurück in Sizilien von ihren Freunden begeistert empfangen. Am meisten freut sich Jacopo – er und Marina werden nun endlich ein Paar.

## Produktion
Der Film entstand im Wiener Atelier Rosenhügel und in Aci Trezza und Umgebung auf Sizilien, Italien. Der Arbeitstitel lautete: Die schönsten Stunden meines Lebens. Das Drehbuch basiert auf einer Idee von Werner Hill.
Fred Bertelmann singt im Film die Schlager Ninon, Ti amo Marina, Die Ballade vom Seeräuber Jim und Mein Herz bleibt in der Heimat. Alle vier Titel werden in teilweise unterschiedlichen Versionen mehrfach im Film gesungen beziehungsweise auch instrumental eingespielt.
Oft wird Fred Bertelmann auch mit dem im Jahr 1959 fast zeitgleich erschienenen Erfolgsschlager Gitarren klingen leise durch die Nacht in Verbindung gebracht. Das gleichnamige Lied kam jedoch in diesem Schlagerfilm (bis auf den Filmtitel) nicht vor. Erst 1993 erschien von Fred Bertelmann erstmals eine Coverversion des Liedes, die er auf seinem Album Schütt Dein Herz bei mir aus veröffentlichte.

## Rezeption

### Veröffentlichung
Die Uraufführung des Films fand am 19. Februar 1960 in Kassel statt.
In Mexiko wurde der Film am 14. Juni 1962 unter dem Titel Para ti canta mi corazón veröffentlicht. Die Brasilien lief er unter dem Titel Adeus Meu Amor.

### Kritik
Das Lexikon des internationalen Films bezeichnete Gitarren klingen leise durch die Nacht als „anspruchsloses Liebes-, Lach- und Landschaftsfilmchen; inszenatorisch auf entsprechend niedrigem Niveau.“
Cinema ordnete den Film als „Schlagerschnulze“ ein und bezeichnete ihn als „niveau- und belanglose Trällerorgie mit Schlagersänger Fred Bertelmann, auch bekannt als ‚der lachende Vagabund‘.“
Auf der Seite Deutsches Musikfernsehen hingegen hieß es: „Der muntere Film mit Schlagerstar Fred Bertelmann sorgt mit toller Musik und herrlichen Dialogen für gute Unterhaltung bei Jung und Alt.“